# Lydia Starr McPherson
Lydia Ann Starr McPherson (ur. 11 sierpnia 1827, zm. 3 grudnia 1903) – amerykańska poetka.

## Życiorys
Urodziła się w Warnock w stanie Ohio. Jej rodzicami byli William F. i Sarah Lucas Starrowie. Kiedy miała dwanaście lat, przeniosła się do stanu Iowa. Gdy miała lat 17, zaczęła uczyć w szkole w miejscowości Ashland. W 1849 poślubiła Davida Huntera. Miała z nim pięcioro dzieci. W 1874 po raz drugi wyszła za mąż za Granville’a McPhersona, wydawcę z Oklahomy, właściciela gazety Star. Wydała jeden tomik wierszy zatytułowany Reullura (1892).